# 록산느 하트
록샌 하트(Roxanne Hart, 영어 발음: /rɒkˈsæn/, 1952년 7월 27일 ~ )는 미국의 배우이다.
트렌턴에서 태어났다.

## 출연 작품
- 메리 키스마스 (2015년)
- 어 리즌 (2014년)
- 살로메 (2013년)
- 와일드 살로메 (2011년)
- 결혼 면허 따기 (2007년)
- 이오지마에서 온 편지 (2006년)
- 고스트 앤 크라임 (2005년)
- 이지 섹스, 이지 러브 (2003년)
- 홈 룸 (2002년)
- 프레지던트 맨 2 (2002년)
- 굿 걸 (2002년) - 워더 부인 역
- 사랑의 가치 (2001년)
- 런어웨이 (2000년)
- 미티어라이트 (1998년)
- 마더스 킬러 (1997년)
- 사랑의 울타리 (1991년)
- 드래곤 작전 (1991년)
- 악령의 전류 (1988년)
- 라스트 이노센트 맨 (1987년)
- 하이랜더 (1986년) - 브렌다 J. 어트 역
- 올드 이너프 (1984년)
- 악마의 유혹 (1984년)
- 심판 (1982년)

### 텔레비전
- 법과 질서 (1990년)
- 시카고 메디컬 (1994년)
- ER (1994년)
- 원 라이프 투 리브 (1968년)